# Sanbō-in
Il Sanbō-in (三宝院?) è un tempio buddista nel sud di Kyoto, Giappone, conosciuto principalmente per la bellezza del suo giardino.

## Storia
Il Sanbō-in venne edificato nel 1115 come parte del complesso di Daigo-ji. Dopo essere caduto in rovina durante il periodo Sengoku, fu ricostruito con altri edifici da Toyotomi Hideyoshi nel 1598, che lo ridisegnò e ampliò per accogliere l'originale festa dei ciliegi in fiore (花見?, Hanami). Trecento operai e giardinieri lavorarono al progetto, scavando i laghi e installando circa 700 pietre in uno spazio di 540 metri quadrati.
Il giardino è disegnato in modo tale da poter essere comodamente percorso a piedi; possiede un grande stagno, vari sentieri e ponti di collegamento a piccole isole.
Il Sanbō-in è un notevole esempio di giardino paesaggistico progettato per essere contemplato da un punto di vista specifico all'interno di un edificio, in questo caso dalla "Sala della visione pura" che si trova su una collina più alta del giardino. In sintonia con quanto sperimentato nell'architettura del periodo Momoyama, il giardino rappresenta uno dei migliori esempi della “gru” della “tartaruga” e “dell’isola dell’eterna giovinezza”. Queste parole poetiche identificano il modo specifico in cui le pietre e gli stagni sono disposti in una prescritta relazione esoterica.